# Per Sätterström
Per Alfred Sätterström, född 11 november 1885 i Stora Tuna församling, Kopparbergs län, död 1961 i Nacka församling, Stockholms län, var en svensk maskiningenjör.
Sätterström, som var son till ingenjör Otto Alfred Sätterström och Augusta Göransson, studerade vid Tekniska skolan i Örebro 1902–1905. Han var montör vid Motala ströms kraftaktiebolag, Asea och Elektriska AB AEG 1905–1907, ingenjör vid Kraft AB Gullspång–Munkfors 1907–1909, chef för Lidköpings stads gas- och elektricitetsverk 1910–1918, driftsingenjör vid SKF i Göteborg 1918–1920 samt var chef för Sundsvalls stads gas- och elektricitetsverk från 1920 till pensioneringen.